# Bell Gothic
Bell Gothic is een schreefloos lettertype ontworpen door Chauncey H. Griffith in 1938 toen hij bij Mergenthaler Linotype Company de leiding had over het typografisch ontwikkelprogramma. De opdracht voor dit ontwerp werd gegeven door American Telephone & Telegraph Company, ofwel AT&T als een geheel eigen lettertype voor het drukken van telefoonboeken. Bell Gothic dient niet te worden verward met het lettertype Bell, van Monotype dat ontworpen is door de Britse letterontwerper en uitgever John Bell (1746-1831).
Bell Gothic werd in 1978 verbeterd door Matthew Carters lettertype Bell Centennial voor de 100ste verjaardag van AT&T.

## Ontwerp
Al eerder had Griffith in zijn carrière bij Mergenthaler Linotype Company een succesvol krantenlettertype genaamd Excelsior ontworpen, dat de vele beperkingen van het drukken in kleinere korpsen op mindere kwaliteit papier, uit de weg nam. Dit droeg mede bij aan zijn idee voor de druk van telefoonboeken, die dezelfde beperkingen hadden. Bell Gothic is gemaakt voor de goede leesbaarheid in kleinere korpsen, economisch in ruimte (en dus papier), en goed te reproduceren op onbehandeld absorberend papier dat niet altijd in optimale conditie werd bewaard.
Bell Gothic kenmerkt zich door de blokschreef van de hoofdletter 'I', de voet en blokschreef van het cijfer '1', en de schuine kant van de stokken van de kleine letters 'b' 'd' 'h' 'k' 'l' 'n' 'p' 'q'. Er zijn suggestieve inktvallen (om niet te veel inkt te doen verzamelen bij de druk van de letter) bij sommige letters, maar in mindere mate als bij de Bell Centennial het geval is.

## Gebruik
Bell Gothic bleef onophoudelijk in gebruik bij AT&T telefoonboeken gedurende 40 jaar. Opgevolgd door de Bell Centennial in gebruik door AT&T, gaf Mergenthaler Linotype het lettertype Bell Gothic uit voor publiek gebruik. Pas in het begin van 1990 werd Bell Gothic populair en verwant met avantgardistische experimenten op Cranbrook Academy of Art, de Design Academie in Eindhoven en de RISD. Het lettertype werd gebruikt als wegwijzer- en blikvanger door 'Metropolis' magazine, door de Canadese grafisch ontwerper Bruce Mau in zijn ontwerpen voor de eerste ZONE boekenserie, Nederlands grafisch ontwerper Irma Boom, en is wijdverbreid gebruikt door Semiotext(e) Books, de MIT Press, en Dia Art Foundation.